# Le roi Arthus
Le roi Arthus ist eine Oper („Drame-lyrique“) in drei Akten von Ernest Chausson (Musik) auf ein eigenes Libretto. Die Uraufführung fand posthum am 30. November 1903 im Théâtre de la Monnaie in Brüssel statt.

## Handlung

### Erster Akt
Erstes Bild
Großer Saal in König Arthus’ Palast in Carduel. Die Ziegelwände sind mit Wandteppichen bedeckt, der Boden mit Schilf belegt. Der Thron befindet sich links auf einer Erhebung. Beim Aufzug des Vorhangs ist Arthus gerade dabei, seine Ansprache zu beenden. Genièvre sitzt in seiner Nähe. Der Saal ist voller Ritter, Knappen und Pagen. Mordred und Lancelot sitzen in der ersten Reihe. Die Frauen haben sich vor dem Thron bei Genièvre versammelt. Die in weiße Roben gekleideten Barden befinden sich auf der gegenüberliegenden Seite.
Nach dem Sieg über die Sachsen preist König Arthus den Mut seiner Ritter. Er bedauert lediglich, dass Merlin nicht anwesend ist, um an der Feier teilzunehmen. Endlich kann Frieden im Land einkehren. Arthus fordert die Barden auf, Loblieder auf die Helden und besonders auf Lancelot anzustimmen. Obwohl alle hart gekämpft haben, sei er es gewesen, der sie in der letzten entscheidenden Schlacht geführt habe. Während Lancelot das Lob bescheiden zurückweist, reagieren Arthus’ Neffe Mordred und einige andere Ritter mit Eifersucht. Arthus bemerkt dies und weist Mordred zurecht. Königin Genièvre überreicht Lancelot einen Kelch als Belohnung. Nach ihrer offiziellen Lobesrede flüstert sie ihm zu, dass sie ihn in der Nacht sehen wolle. Mordred hat dies aufmerksam beobachtet. Er schwört Rache, da sie ihn selbst früher bereits abgewiesen hatte. Genièvre verlässt den Saal, und die Feier nimmt ihren Lauf.
Zweites Bild
Eine Terrasse innerhalb der Schlossmauern. Auf der rechten Seite befindet sich eine überdachte Galerie, auf der linken Seite der Garten. Im Vordergrund führt eine Vorhalle zu den Gemächern der Königin. In der Ferne sind hinter einer Balustrade Baumspitzen und Türme zu sehen. Der Himmel ist bedeckt. Beim Aufzug des Vorhangs sitzt Lyonnel alleine auf den Stufen der Veranda. In der Ferne sind die Rufe des Nachtwächters zu hören.
Während Lancelot die Nacht mit Genièvre verbringt, hält sein Schildknappe Lyonnel Wache. Er ist entsetzt über das Treiben seines Herrn, der ihm bisher ein Vorbild der Treue und Ehre gewesen war. Außerdem ist er besorgt wegen der Eifersucht Mordreds. Lyonnel beschließt, vorsichtshalber die ganze Nacht hindurch zu wachen.
Als Lancelot und Genièvre auf die Terrasse treten, zieht sich Lyonnel zurück und ist nur noch gelegentlich im Hintergrund der Szene zu sehen. Die beiden genießen ihre Liebe und die Schönheiten der Natur. Bei Tagesanbruch werden sie von Lyonnel unterbrochen. Auch der Nachtwächter ist wieder zu hören. Lyonnel bringt Lancelot seine Waffen. Hinter den Bäumen nähert sich Mordred. Er bemerkt das Liebespaar und ruft nach den Wachen. Lancelot zieht sein Schwert und sticht Mordred nach kurzem Kampf nieder. Da sie Mordred für tot halten, drängt Genièvre ihren Geliebten zur Flucht. Sie verabschieden sich verzweifelt. Lancelot wird sich bewusst, dass er das Schwert gegen einen Kampfgenossen gezogen hat, um seine eigenen Lügen zu vertuschen. Lyonnel führt ihn in den nahegelegenen Wald. Bevor sich auch Genièvre in das Schloss zurückziehen kann, erwacht Mordred und ruft um Hilfe. Die Ritter erscheinen und umringen ihn, während der Vorhang fällt.

### Zweiter Akt
Erstes Bild
Am Rande eines endlos wirkenden Kiefernwaldes. Auf der rechten Seite befindet sich ein großer moosbedeckter Felsen, der als Sitzplatz dienen kann. Im Hintergrund dehnen sich Felder aus. Es ist heller Tag. Die Sonne scheint durch die Äste und erzeugt helle Abschnitte am Boden. Während der Vorhang aufgeht, bewegt sich ein Ackermann langsam im Hintergrund über die Bühne, um Korn zu säen.
Der Ackermann singt eine Moritat vom Sieg Arthus’ über einen Riesen und seine Piratenbande. Unterdessen kommt Lancelot nach vorne und legt sein Schwert und seinen Umhang vor einem Baum ab. Besorgt über das Wohlergehen Genièvres, wartet er sehnsüchtig auf ihr Kommen. Zudem befürchtet er, dass Mordred überlebt und seinen Treuebruch an den König verraten haben könnte. Seine Gewissensbisse verstärken sich. Er hat seinen König und alle seine Schwüre gebrochen, kann aber dennoch nicht von Genièvre lassen. Endlich kommt sie mit Lyonnel, der sich anschließend zurückzieht. Genièvre berichtet, dass Mordred tatsächlich überlebt und ihn des Verrats beschuldigt habe. Obwohl sich die Ritter bereits gegen ihn vereinigt haben, glaube Arthus den Anschuldigungen jedoch nicht. Sie drängt Lancelot, zu ihm zu gehen und seine Unschuld zu beteuern. Lancelot jedoch ist zu beschämt über seine Taten. Er würde lieber sterben, als seinem Herrn direkt ins Gesicht zu lügen. Genièvre wirft ihm Feigheit vor: Lancelot, „der größte Lügner von allen“, habe plötzlich Skrupel, sie zu retten. Erschöpft sinkt sie auf eine Grasbank. Von Liebe zu ihr überwältigt, entscheidet sich Lancelot schließlich, ihrem Wunsch zu folgen. Aber auch Genièvre ist nun bereit, nachzugeben und bittet um Verzeihung. Selbst wenn Arthus ihm glauben würde, wäre da immer noch Mordreds Eifersucht und Wachsamkeit, der sie nicht entkommen könnten. Schließlich beschließen sie, zu fliehen, um den Rest ihres Lebens gemeinsam zu verbringen.
Zweites Bild
Gewölbe in Arthus’ Schloss bei Carlisle. Durch die Säulen der Galerien sieht man in der Mitte einen Garten und im Hintergrund die Dächer des Schlosses. Der Garten ist mit Bäumen, Sträuchern und Reben bewachsen. Am rechten Ende der Galerie führen einige Stufen zur Tür der königlichen Wohnung. Während der Vorhang aufgeht, führen einige Ritter eine stille Unterhaltung. Arthus tritt von der linken Seite auf und spricht einen von ihnen an.
Da der Ritter keine neuen Nachrichten über Lancelot hat, schickt Arthus ihn fort und grübelt über Genièvre und Lancelot nach. Er kann immer noch nicht an ihre Untreue glauben. Nach all den Erfolgen scheint sein Lebenswerk nun wieder zusammenzufallen. Die Ritter liegen im Streit miteinander, sein Neffe Mordred strebt nach dem Thron, und überall wird intrigiert. Er sehnt sich nach seinem alten Freund und Ratgeber Merlin, der immer noch nicht wieder aufgetaucht ist.
In diesem Moment tritt Merlin zwischen den Zweigen eines Apfelbaums hervor. Er trägt eine lange weiße Robe. Sein weißer Bart reicht bis zum Bauch. Er bleibt während der ganzen Szene vollkommen bewegungslos. Während Arthus ihm entgegengeht, grübelt Merlin traurig über die Prophezeiungen, die er von den Apfelbäumen empfangen hat. Er erklärt Arthus, dass es keine Hoffnung mehr gebe. Alle ihrer Erfolge werden vernichtet, und die Tafelrunde sei zur Auflösung verdammt. Wegen eines „ungenannten Verbrechens“, falschem Stolz und Neid haben sich seine vorigen Prophezeiungen als falsch erwiesen. Er habe seinen geheimen Rückzugsort nur verlassen, um ihm (Arthus) mitzuteilen, dass er das Schicksal akzeptieren müsse und seine Tage auf Erden gezählt seien. Aber anschließend werde ein großes Erwachen erfolgen: Die mächtigen Eichen werden erneut blühen, die Ritter von ihren Gräbern auferstehen und die Strahlen der Sonne seinen Kopf mit Ruhmesflammen umgeben. Arthus erklärt sich bereit, sein Schicksal anzunehmen. Er möchte nur noch erfahren, ob die Vorwürfe von Genièvres und Lancelots Verrat der Wahrheit entsprechen und sie die Urheber des „ungenannten Verbrechens“ seien. Auf diese Frage antwortet Merlin nicht mehr. Die Vision schwindet. Mit einem Ruf nach Genièvre verlässt Arthus die Bühne durch eine Hintertür.
Die Ritter haben Arthus Schrei gehört und laufen alarmiert und verwirrt über die Bühne. Ein Ritter berichtet, dass die Königin mit Lancelot geflohen und auf dem Weg zur Küste sei. Es kommt zum Streit unter den Rittern, bis Arthus selbst erscheint und zum Kampf gegen Lancelot aufruft.

### Dritter Akt
Erstes Bild
Eine felsige Anhöhe mit Blick auf das Schlachtfeld. Auf der rechten Seite stehen einige Kiefern. Am Horizont ist das Meer zu sehen. Als der Vorhang aufgeht, eilt Genièvre auf die Bühne, gefolgt von ihrem alten Knappen Allan.
Allan warnt Genièvre davor, sich dem Schlachtfeld zu nähern. Sie hat jedoch keine Furcht und ist zuversichtlich, dass Lancelot siegen werde. Allan weist darauf hin, dass sich Mordred inzwischen zum König erklärt habe und ihm einige der Tafelrunden-Ritter folgen. Während sich Allan in den Hintergrund zurückzieht, um den Fortgang der Schlacht zu beobachten, setzt sich Genièvre auf einen Felsen und denkt über ihre Liebe zu Lancelot nach. Sie bereut nichts, erkennt aber auch, wie sehr er sich verändert hat. Allan kehrt zurück und berichtet, dass sich Lancelot und seine Leute auf der Flucht befinden. Kurz darauf erscheint dieser selbst – ohne seine Waffen. Als er im Feld König Arthus mit seinem Schwert Excalibur zwischen seinen Rittern erblickt hatte, war ihm seine Schande wieder bewusst geworden. Er habe nicht weiter kämpfen können, seine Waffen von sich geworfen und seine Leute im Stich gelassen. Trotz seiner Liebe zu Genièvre ist ihm sein König wichtiger. Er verabschiedet sich von ihr, um auf das Schlachtfeld zurückzukehren und sich zu unterwerfen. Genièvre will jedoch lieber sterben als um Gnade zu betteln. Als er ihr Flehen zurückweist, stößt sie ihn von sich. Zusammen mit Lyonnel verlässt Lancelot die Szene, während in der Ferne Trompeten erklingen. Genièvre beauftragt ihre Knappen, das Schiff für ihre Flucht vorzubereiten. Sie selbst bleibt zurück und grübelt über Lancelot nach, den sie immer noch mehr liebt als das Leben. Sie bemerkt, dass der Schlachtenlärm inzwischen aufgehört hat und lässt sich auf einem Felsen nieder. Da nun alle Hoffnung verloren ist, beschließt sie, die Welt in ihrer letzten verbliebenen Würde zu verlassen. Da ihre langen dunklen Haare Lancelot zwar bezaubert haben, ihn aber nicht halten konnten, sollen sie nun auch ihr Leben beenden. Sie löst ihre Zöpfe, windet das Haar um ihren Hals und erdrosselt sich damit. Der Vorhang senkt sich langsam.
Zweites Bild
Das Schlachtfeld an der Küste. Im Vordergrund auf der linken Seite stehen einige kleine Bäume, niedrige Felsen, Ginster, Narzissen und andere Blumen. Im Hintergrund formen die Klippen eine Bucht. Es ist Abend. Lancelot liegt von einer Gruppe Soldaten umgeben bewusstlos in der Mitte der Bühne. Andere kümmern sich um die Toten und Verwundeten.
Aufgrund der Schwere von Lancelots Verletzungen fürchten die Soldaten um sein Leben. Sie tragen ihn zu einem sonnenbeschienenen Felsen und erinnern sich dabei an seine Heldentaten und seinen Verrat. Arthus und Lyonnel kommen hinzu. Lyonnel berichtet Arthus, dass Lancelot zuletzt vergeblich versucht habe, seine Anhänger vom Kampf abzubringen. Arthus betrauert ihn und Genièvre. Lancelot erlangt noch einmal das Bewusstsein und bittet Arthus, ihn zu töten und sich zu rächen. Arthus jedoch strebt nicht nach Rache. Er hat sich bereits mit dem Schicksal abgefunden und das Interesse an irdischen Dingen verloren. Es tut ihm nur Leid um das, was hätte geschehen können. Mit seinen letzten Worten prophezeit Lancelot, dass Arthus’ Ideale und die Erinnerung an ihn bis zum Ende der Zeiten fortleben werden. Für die übrigen Menschen dagegen wie auch für ihn selbst sei der Tod gleichbedeutend mit Vergessen. Er stirbt. Auf ein Zeichen Arthus’ tragen die Soldaten Lancelots Leiche fort. Lyonnel folgt ihnen.
Arthus ist alleine zurückgeblieben. Er hat alle Hoffnung verloren und bittet Gott um das Ende seiner Leiden. Ein Chor unsichtbarer Geister erklingt und fordert ihn auf, ihnen an einen besseren Ort zu folgen. Er werde nun Frieden finden – nicht durch den Tod, sondern durch tiefen endlosen Schlaf. Der Hintergrund der Bühne erstrahlt plötzlich in rosafarbenem und goldenem Licht und eine von Frauen geführte Barke erscheint am Horizont. Eine von ihnen öffnet ihre Flügel wie ein Segel. Der Chor bestätigt noch einmal seinen Ruhm. Er habe an die Ideale der Menschheit geglaubt, aber die, denen er vertraut hatte, seien seiner Hingabe nicht wert gewesen. Seine Träume einer besseren Zukunft seien von Anfang an zum Scheitern verurteilt gewesen. Eines Tages jedoch werde er ruhmreich zurückkehren und sein Werk fortsetzen. Arthus geht zum Rand der Klippe. Er wirft seine Waffen ins Meer und steigt in das Boot. Dieses fährt davon, während die Sonne hinter dem Meer versinkt. Die Himmel verdunkelt sich, und der Vorhang senkt sich langsam.

## Gestaltung
Wie bereits in seiner Tondichtung Viviane von 1882 verarbeitete Chausson in Le roi Arthus ein keltisches Thema. Dabei orientierte er sich besonders am Roman Lancelot von Chrétien de Troyes. Die Handlung erinnert deutlich an Richard Wagners Tristan und Isolde mit personalen Entsprechungen von Lancelot=Tristan, Genièvre=Isolde, Arthus=Marke, Mordred=Melot und Lyonnel=Brangäne/Kurwenal. Den Schwerpunkt verlagerte er jedoch. Das Hauptthema ist nicht wie bei Wagner das der verbotenen Liebe, sondern die Vergänglichkeit des menschlichen Strebens. Der eigentliche Held der Oper ist daher König Arthus und nicht das Liebespaar Lancelot/Genièvre.
Wie Wagner legte auch Chausson großen Wert auf eine gehobene poetische Sprache. Der Text setzt sich aus Prosa und aus achtsilbigen gereimten Versen zusammen.
Musikalisch entfernte sich Chausson stärker von Wagner. Leitmotive werden weniger systematisch eingesetzt. Die Orchestrierung und die Harmonik stehen dem Impressionismus und der Sprache César Francks näher. Besonders hervorzuheben sind das Vorspiel, das Lied des Ackermanns im ersten Bild des zweiten Aktes, die Prophezeiung Merlins im zweiten Bild des zweiten Aktes und Arthus’ Verklärung am Ende der Oper.

### Instrumentation
Die Orchesterbesetzung der Oper enthält die folgenden Instrumente:
- Holzbläser: Piccoloflöte, zwei Flöten, zwei Oboen, Englischhorn, zwei Klarinetten, Bassklarinette, drei Fagotte
- Blechbläser: vier Hörner, drei Pistons, drei Posaunen, Tuba
- Pauken, Schlagzeug: Große Trommel, Becken, Triangel
- Streicher
- Bühnenmusik: zwei Trompeten

## Werkgeschichte
Einem 1965 aufgefundenen Notizbuch zufolge hatte Ernest Chausson weitreichende Pläne für insgesamt zehn Opern über Themen der Weltliteratur. Dennoch blieb – durch seinen Tod 1899 bedingt – Le roi Arthus seine einzige Oper. Er arbeitete fast zehn Jahre an dem Werk. Das Libretto entstand in den Jahren 1885/86. Anschließend fing er sofort mit der Komposition an, von der ein Großteil 1888 abgeschlossen war. In den folgenden Jahren überarbeitete er das Werk kontinuierlich. Während dieser Zeit übergab er die fertiggestellten Teile seinem Freund Henri Duparc zur Begutachtung. Dessen ausführliche kritische Antwort ignorierte Chausson jedoch weitgehend. Am 30. September 1894 benachrichtigte er einen Freund von der Fertigstellung der Oper. Für die anschließende Instrumentation benötigte er aber noch bis 1895. Chausson hatte nach eigener Aussage große Schwierigkeiten, an der übermächtig scheinenden Figur Richard Wagners vorbeizukommen und seinen eigenen Weg zu finden:

„Es ist vor allem dieser schreckliche Wagner, der mir jeden Weg versperrt. Ich bin wie die Ameise, der sich ein riesiger rutschiger Stein entgegenstellt. Es bedarf unzähliger Umwege, um den Weg an diesem Stein vorbei zu finden. Das ist meine Situation. Ich bin auf der Suche. Ich habe Geduld und bin nicht ohne Hoffnung.“

Nach der Fertigstellung war keines der Pariser Theater bereit, das Werk aufzuführen. Chausson suchte daher auch in Deutschland und Belgien nach einem Aufführungsort. Eine Aufführung in Karlsruhe im Jahr 1900 scheiterte jedoch. Die Uraufführung erfolgte erst vier Jahre nach Chaussons Tod am 30. November 1903 im Théâtre Royal de La Monnaie in Brüssel unter der Leitung von Sylvain Dupuis. Die Regie führte Charles De Beer. Das Bühnenbild stammte von Albert Dubosq, die Kostüme von Fernand Khnopff. Die Sänger waren Henri Albers (Arthus), Jeanne Paquot d’Assy (Genièvre), Charles Dalmorès (Lancelot), E. Forgeur (Lyonnel), François (Mordred), Édouard Cotreuil (Merlin) und Jean Vallier (Allan). Die Uraufführung war ein großer Erfolg, und die Oper hielt sich mehrere Jahre auf dem Spielplan.
Anschließend verlor sich das Interesse jedoch wieder, und es gab nur noch wenige Aufführungen von Le roi Arthus. 1916 wurde der dritte Akt unter der Leitung von Vincent d’Indy im Palais Garnier gespielt. Konzertante Aufführungen gab es 1949 und 1981 ebenfalls in Paris. Die deutsche Erstaufführung fand 1996 in Dortmund mit einer Inszenierung von John Dew statt. Im selben Jahr gab es Aufführungen in Bregenz (Inszenierung: Günter Krämer), 2000 in Edinburgh (konzertant), 2003 in Brüssel (Inszenierung: Matthew Jocelyn),:2786 2014 in Straßburg (Inszenierung: Keith Warner) und 2015 erstmals szenisch in Paris an der Opéra. Die Tiroler Festspiele Erl zeigten das Werk 2022 in einer Inszenierung von Rodula Gaitanou.

## Diskographie
- 14. Mai 1981 live, konzertant aus Paris. Lionel Friend (Dirigent), Orchestre Lyrique de l’ORTF Paris, Chœurs du Radio France, Siegmund Nimsgern (Arthus), Nicole Lorange (Genièvre), Peter Jeffes (Lancelot), Gerard Friedmann (Lyonnel), Niklaus Tüller (Mordred), Bruno Laplante (Merlin), László Polgár (Allan). MRF 179 (4 LP).[8]:2781
- 1985 Gesamtaufnahme. Armin Jordan (Dirigent), Nouvel Orchestre Philharmonique de Radio France, Chœurs du Radio France, Gino Quilico (Arthus), Teresa Zylis-Gara (Genièvre), Gösta Winbergh (Lancelot), Gérard Friedman (Lyonnel), René Massis (Mordred), Gilles Cachemaille (Merlin), François Loup (Allan). Erato CD: ECD 88213 (3 CDs), Erato libretto CD: 45407 2.[8]:2782
- 1996, live aus Bregenz, gekürzt. Marcello Viotti (Dirigent), Wiener Symphoniker, Sofia Chamber Chorus, Philippe Rouillon (Arthus), Susan Anthony (Genièvre), Douglas Nasrawi (Lancelot), Octavio Arévalo (Lyonnel), Evgeny Demerdjiev (Mordred), Gilles Cachemaille (Merlin), Danilo Rigosa (Allan). Koch CD: 365422.[8]:2783
- 5. Mai 1996, live aus Dortmund, stark gekürzt (deutsche Erstaufführung). Anton Marik (Dirigent), Philharmonisches Orchester Dortmund, Chor des Theaters Dortmund, Hannu Niemelä (Arthus), Jayne Casselman (Genièvre), Kor-Jan Dusseljee (Lancelot), Norbert Schmittberg (Lyonnel), Andreas Becker (Mordred), Gregor Frenkel Frank (Merlin), Gerhard Singer (Allan).[8]:2784
- 22. August 2000, live aus Edinburgh. Frédéric Chaslin (Dirigent), Orchestra of the Scottish National Opera, Chorus of the Scottish National Opera, Simon Keenlyside (Arthus), Françoise Pollet (Genièvre), Hubert Delamboye (Lancelot), Marc Laho (Lyonnel), Christopher Maltman (Merlin), Neal Davies (Allan).[8]:2785
- Oktober 2003, live aus Brüssel. Daniele Callegari (Dirigent), Orchestre du Théâtre de la Monnaie, Choeur du Théâtre de la Monnaie, Andrew Schröder (Arthus), Hélène Bernardy (Genièvre), Klaus Florian Vogt (Lancelot), Yves Saelens (Lyonnel), Philippe Georges (Mordred), Oliver Lallouette (Merlin), Jacques Does (Allan).[8]:2786
- 2004, Gesamtaufnahme. Leon Botstein (Dirigent), BBC Symphony Orchestra, Apollo Voices, Andrew Schroeder (Arthus), Susan Bullock (Genièvre), Simon O’Neill (Lancelot), Garret Sorenson (Lyonnel), Daniel Okulitch (Mordred), François Le Roux (Merlin), Donald McIntyre (Allan). Telarc CD 80645 (3 CDs)[8]:2788